# Саванели, Давид Андреевич
Давид Андреевич Саванели (1894, село Цинандали, Телавский уезд, Тифлисская губерния, Российская империя — неизвестно, село Цинандали, Телавский район, Грузинская ССР) — управляющий отделением Цинандальского виноградарского совхоза Министерства пищевой промышленности СССР, Грузинская ССР. Герой Социалистического Труда (1949).
Старший брат Героя Социалистического Труда Реваза Саванели.

## Биография
Родился в 1894 году в крестьянской семье в селе Цинандали Телавского уезда. С раннего возраста трудился в сельском хозяйстве. В послевоенное время — управляющий одного из отделений Цинандальского виноградарского совхоза (с 1950 года — совхоз «Цинандали»).
В 1948 году труженики отделения Давида Саванели собрали в среднем с каждого гектара по 101,6 центнера винограда с площади 22,2 гектара. Указом Президиума Верховного Совета СССР от 5 октября 1949 года удостоен звания Героя Социалистического Труда за «получение высоких урожаев винограда в 1948 году» с вручением ордена Ленина и золотой медали «Серп и Молот» (№ 4776).
Этим же указом званием Героя Социалистического Труда были награждены директор совхоза Иона Ермолаевич Чарквиани, старший агроном Иосиф Давидович Болквадзе, управляющий отделением Лонгиноз Георгиевич Арсенишвили, бригадиры Реваз Андреевич Саванели, Бидзин Георгиевич Батиашвили, звеньевые Иван Григорьевич Багатришвили, Антонина Васильевна Игнатова.
После выхода на пенсию проживал в родном селе Цинандали. Дата смерти не установлена.